# Manuel Lassala
Manuel Lassala (Valence, 25 décembre 1738 - Valence, 22 mars 1806) est un jésuite (juste qu'en 1773), historien et poète espagnol.

## Biographie
Né en 1729 à Valence en Espagne, il entra dans la Compagnie de Jésus, se livra avec ardeur à l’étude des langues, et enseigna l’éloquence, la poésie et l’histoire à l’université de cette ville. En 1767, Charles III ayant expulsé les jésuites de ses États, Lassala fut transporté, avec ses confrères, en Italie, et s'établit à Bologne, où il se fit estimer pour ses vertus et ses talents. Il y mourut le 4 décembre 1798.

## Œuvres
- Essai sur l’Histoire générale, ancienne et moderne, Valence, 1755, 3 vol. in-4°. C’est un ouvrage très-remarquable par son exactitude et sa concision.
- Notice sur les poètes castillans, Valence, 1757, in-4° ;
- deux tragédies : Joseph présenté à ses frères, en cinq actes ; Don Sancho Abarca, en trois actes, l’une et l’autre représentées et imprimées à Valence, la première en 1762, et la seconde en 1765.
- Iphigénie en Aulide, tragédie en cinq actes, imitée d’Euripide et de Racine, Bologne , 1779 ; Ormisinda, tragédie en trois actes, 1783 ; Lucia Miranda, tragédie en cinq actes, 1784. Ces trois pièces, que Lassala composa pendant son séjour à Bologne, sont en vers italiens, et l’on admira la facilité avec laquelle l’auteur écrivait dans cette langue.
- Un poème latin intitulé Rhenus, 1781, in-4°, qui contient le récit des désastres causés à Bologne par le débordement d’une rivière qu’on appelle le Petit-Rhin ;
- un autre poème, De sacrificio civium Bononiensium libellus singularis, 1782, composé à l’occasion d’une fête donnée par les négociants de Bologne. Cet ouvrage, ainsi que les précédents, obtint les éloges des amateurs de la poésie latine.
- Fabulæ Lokmani sapientis, ex arabico sermone latinis versibus interpretatæ, Bologne, 1781, in-4°. Lassala dédia cette traduction, de l’arabe en vers latins, des fables de Luqman à Pérez Bayer, célèbre antiquaire espagnol.